# Western and Atlantic Railroad
| Verlauf |                      |                                                                 |                                                                 |
| Streckenlänge: | 220 km               |                                                                 |                                                                 |
| Spurweite: | 1435 mm (Normalspur) |                                                                 |                                                                 |
| Streckenklasse: | FRA Class III        |                                                                 |                                                                 |
| Streckengeschwindigkeit: | 60 mph/96,54 km/h    |                                                                 |                                                                 |
| |                      |                                                                 |                                                                 |
| \| \| \| nachAugusta(CSX,früherGeorgiaRailroad) \| \| \| \| 0 \| AtlantaUnionStation \| AtlantaUnionStation \| \| \| \| nachEastPoint(NS/CSX) \| \| \| \| \| nachSpartanburg(NS/Amtrak,früherSouthernRailway) \| \| \| \| \| HowellJunction \| \| \| \| \| nachBirminghamundWilmington(CSX,früherSAL) \| \| \| \| \| TilfordYard \| \| \| \| \| ChattahoocheeRiver \| \| \| \| \| Bolton \| \| \| \| \| Gilstrap \| \| \| \| \| Gilmore \| \| \| \| \| Vinings \| \| \| \| \| Brookmont \| \| \| \| \| Smyrna \| \| \| \| \| Lockair früherRosewood \| \| \| \| 32 \| Marietta \| Marietta \| \| \| \| Elizabeth \| \| \| \| \| NorthElizabeth nachMcCaysville(GNRR,früherMNGR) \| \| \| \| \| Day früherNoonday \| \| \| \| 45 \| Kennesaw früherBigShanty \| Kennesaw früherBigShanty \| \| \| \| Moon \| \| \| \| \| Lena \| \| \| \| 56 \| Acworth \| Ausweiche \| \| \| \| Hugo \| \| \| \| 64 \| Allatoona \| Allatoona \| \| \| \| Bartow \| \| \| \| 72 \| Emerson \| Ausweiche \| \| \| \| nachCooperFurnace(EtowahRailway) \| \| \| \| \| McGuiresCross \| \| \| \| \| Etowah \| \| \| \| 76 \| Cartersville \| Cartersville \| \| \| \| Junta nachRockmart(CSX,früherSAL)/Knoxville(CSX,früherIBundL&N) \| \| \| \| \| Atco \| \| \| \| \| BowenWye nachLadds(CSX) \| \| \| \| \| Rodgers nachWyvern(IB) \| \| \| \| 84 \| Cass \| Cass \| \| \| \| Conosene \| \| \| \| \| Bests \| \| \| \| \| Cave \| \| \| \| 95 \| Kingston \| Ausweiche \| \| \| \| nachRome(NC&StL) \| \| \| \| \| Halls \| Ausweiche \| \| \| 109 \| Adairsville \| Ausweiche \| \| \| \| McDaniels \| Ausweiche \| \| \| 127 \| Calhoun \| Calhoun \| \| \| 135 \| Resaca \| Ausweiche \| \| \| 142 \| Tildale \| Tildale \| \| \| 145 \| Tilton \| Ausweiche \| \| \| 159 \| Dalton \| Ausweiche \| \| \| \| Hair nachRomeundKnoxville(NS,früherSouthernRailway) \| \| \| \| \| RockyFace \| \| \| \| \| ChetoogetaMountainTunnel \| \| \| \| 172 \| TunnelHill \| Ausweiche \| \| \| 177 \| Copeland \| Copeland \| \| \| \| Greenwood \| \| \| \| \| Catoosa \| \| \| \| 185 \| Ringgold \| Ringgold \| \| \| 195 \| Graysville \| Ausweiche \| \| \| \| Georgia/Tennessee \| \| \| \| \| TennesseeValleyRailroadMuseum,früherSouthernRailway \| \| \| \| \| VerbindungzurNorfolkSouthernRailway,früherSouthernRailway \| \| \| \| \| SouthBoyce \| \| \| \| \| NorthBoyce \| \| \| \| \| CTTower NorfolkSouthernRailway,früherSouthernRailway \| \| \| \| 220 \| ChattanoogaTerminalStation \| ChattanoogaTerminalStation \| |                      |                                                                 |                                                                 |
| Strecke |                      | nachAugusta(CSX,früherGeorgiaRailroad)                          | nachAugusta(CSX,früherGeorgiaRailroad)                          |
| Bahnhof | 0                    | AtlantaUnionStation                                             | AtlantaUnionStation                                             |
| Abzweig geradeaus, nach links und von links |                      | nachEastPoint(NS/CSX)                                           | nachEastPoint(NS/CSX)                                           |
| Abzweig geradeaus, nach rechts und von rechts |                      | nachSpartanburg(NS/Amtrak,früherSouthernRailway)                | nachSpartanburg(NS/Amtrak,früherSouthernRailway)                |
| Blockstelle |                      | HowellJunction                                                  | HowellJunction                                                  |
| Abzweig geradeaus, nach rechts und von rechts |                      | nachBirminghamundWilmington(CSX,früherSAL)                      | nachBirminghamundWilmington(CSX,früherSAL)                      |
| Dienststation / Betriebs- oder Güterbahnhof |                      | TilfordYard                                                     | TilfordYard                                                     |
| Brücke über Wasserlauf |                      | ChattahoocheeRiver                                              | ChattahoocheeRiver                                              |
| Blockstelle |                      | Bolton                                                          | Bolton                                                          |
| Blockstelle |                      | Gilstrap                                                        | Gilstrap                                                        |
| ehemaliger Haltepunkt / Haltestelle |                      | Gilmore                                                         | Gilmore                                                         |
| ehemaliger Haltepunkt / Haltestelle |                      | Vinings                                                         | Vinings                                                         |
| ehemaliger Haltepunkt / Haltestelle |                      | Brookmont                                                       | Brookmont                                                       |
| Blockstelle |                      | Smyrna                                                          | Smyrna                                                          |
| Blockstelle |                      | Lockair früherRosewood                                          | Lockair früherRosewood                                          |
| Blockstelle | 32                   | Marietta                                                        | Marietta                                                        |
| Blockstelle |                      | Elizabeth                                                       | Elizabeth                                                       |
| Abzweig geradeaus und nach rechts |                      | NorthElizabeth nachMcCaysville(GNRR,früherMNGR)                 | NorthElizabeth nachMcCaysville(GNRR,früherMNGR)                 |
| Blockstelle |                      | Day früherNoonday                                               | Day früherNoonday                                               |
| Blockstelle | 45                   | Kennesaw früherBigShanty                                        | Kennesaw früherBigShanty                                        |
| Blockstelle |                      | Moon                                                            | Moon                                                            |
| ehemaliger Haltepunkt / Haltestelle |                      | Lena                                                            | Lena                                                            |
| Blockstelle | 56                   | Acworth                                                         | Ausweiche                                                       |
| ehemaliger Haltepunkt / Haltestelle |                      | Hugo                                                            | Hugo                                                            |
| ehemaliger Haltepunkt / Haltestelle | 64                   | Allatoona                                                       | Allatoona                                                       |
| ehemaliger Haltepunkt / Haltestelle |                      | Bartow                                                          | Bartow                                                          |
| Blockstelle | 72                   | Emerson                                                         | Ausweiche                                                       |
| Abzweig geradeaus und ehemals nach rechts |                      | nachCooperFurnace(EtowahRailway)                                | nachCooperFurnace(EtowahRailway)                                |
| ehemaliger Haltepunkt / Haltestelle |                      | McGuiresCross                                                   | McGuiresCross                                                   |
| ehemaliger Haltepunkt / Haltestelle |                      | Etowah                                                          | Etowah                                                          |
| Blockstelle | 76                   | Cartersville                                                    | Cartersville                                                    |
| Abzweig geradeaus, nach links, nach rechts, von links und von rechts |                      | Junta nachRockmart(CSX,früherSAL)/Knoxville(CSX,früherIBundL&N) | Junta nachRockmart(CSX,früherSAL)/Knoxville(CSX,früherIBundL&N) |
| ehemaliger Haltepunkt / Haltestelle |                      | Atco                                                            | Atco                                                            |
| Abzweig geradeaus, nach links und von links |                      | BowenWye nachLadds(CSX)                                         | BowenWye nachLadds(CSX)                                         |
| Abzweig geradeaus und ehemals nach rechts |                      | Rodgers nachWyvern(IB)                                          | Rodgers nachWyvern(IB)                                          |
| ehemaliger Haltepunkt / Haltestelle | 84                   | Cass                                                            | Cass                                                            |
| ehemaliger Haltepunkt / Haltestelle |                      | Conosene                                                        | Conosene                                                        |
| ehemaliger Haltepunkt / Haltestelle |                      | Bests                                                           | Bests                                                           |
| ehemaliger Haltepunkt / Haltestelle |                      | Cave                                                            | Cave                                                            |
| Blockstelle | 95                   | Kingston                                                        | Ausweiche                                                       |
| Abzweig geradeaus und ehemals nach links |                      | nachRome(NC&StL)                                                | nachRome(NC&StL)                                                |
| Blockstelle |                      | Halls                                                           | Ausweiche                                                       |
| Blockstelle | 109                  | Adairsville                                                     | Ausweiche                                                       |
| Blockstelle |                      | McDaniels                                                       | Ausweiche                                                       |
| ehemaliger Haltepunkt / Haltestelle | 127                  | Calhoun                                                         | Calhoun                                                         |
| Blockstelle | 135                  | Resaca                                                          | Ausweiche                                                       |
| Blockstelle | 142                  | Tildale                                                         | Tildale                                                         |
| Blockstelle | 145                  | Tilton                                                          | Ausweiche                                                       |
| Blockstelle | 159                  | Dalton                                                          | Ausweiche                                                       |
| Kreuzung |                      | Hair nachRomeundKnoxville(NS,früherSouthernRailway)             | Hair nachRomeundKnoxville(NS,früherSouthernRailway)             |
| ehemaliger Haltepunkt / Haltestelle |                      | RockyFace                                                       | RockyFace                                                       |
| Tunnel |                      | ChetoogetaMountainTunnel                                        | ChetoogetaMountainTunnel                                        |
| Blockstelle | 172                  | TunnelHill                                                      | Ausweiche                                                       |
| ehemaliger Haltepunkt / Haltestelle | 177                  | Copeland                                                        | Copeland                                                        |
| ehemaliger Haltepunkt / Haltestelle |                      | Greenwood                                                       | Greenwood                                                       |
| ehemaliger Haltepunkt / Haltestelle |                      | Catoosa                                                         | Catoosa                                                         |
| Blockstelle | 185                  | Ringgold                                                        | Ringgold                                                        |
| Blockstelle | 195                  | Graysville                                                      | Ausweiche                                                       |
| Grenze |                      | Georgia/Tennessee                                               | Georgia/Tennessee                                               |
| Kreuzung geradeaus unten |                      | TennesseeValleyRailroadMuseum,früherSouthernRailway             | TennesseeValleyRailroadMuseum,früherSouthernRailway             |
| Abzweig geradeaus und von rechts |                      | VerbindungzurNorfolkSouthernRailway,früherSouthernRailway       | VerbindungzurNorfolkSouthernRailway,früherSouthernRailway       |
| Blockstelle |                      | SouthBoyce                                                      | SouthBoyce                                                      |
| Blockstelle |                      | NorthBoyce                                                      | NorthBoyce                                                      |
| Kreuzung links |                      | CTTower NorfolkSouthernRailway,früherSouthernRailway            | CTTower NorfolkSouthernRailway,früherSouthernRailway            |
| Kopfbahnhof Streckenende | 220                  | ChattanoogaTerminalStation                                      | ChattanoogaTerminalStation                                      |

Als Western and Atlantic Railroad wird die Bahnstrecke Atlanta–Chattanooga in den Bundesstaaten Georgia und Tennessee in den Vereinigten Staaten bezeichnet. Die heute von der CSX Transportation betriebene Strecke ist bekannt für den Andrews-Überfall, der 1862 stattfand.

## Geschichte

### Bau
Um die wirtschaftliche Lage Georgias zu verbessern, versuchten die verantwortlichen Politiker bessere Transportverhältnisse im Land zu schaffen. Der Bau eines Kanales zwischen dem Tennessee River und dem Chattahoochee River scheiterte 1826 an den ungünstigen topografischen Verhältnissen und wurde schließlich mit dem Aufkommen der Eisenbahn ab den 1830er Jahren obsolet. Somit stand der Bau einer Eisenbahnstrecke zwischen den beiden Flüssen zur Debatte.
Nachdem die Cherokee aus dem Norden des Bundesstaates vertrieben waren, konnte mit dem Bau einer Bahnstrecke begonnen werden. Am 21. Dezember 1836 beschloss das Parlament von Georgia unter der Bezeichnung Western & Atlantic Railroad of the State of Georgia den Bau einer Bahnstrecke von einem Punkt am Tennessee River in der Nähe der Stadt Chattanooga bis zum Chattahoochee River auf Staatskosten.
Als Startpunkt der Bauarbeiten wurde vom leitenden Ingenieur Stephen Harriman Long die Farm von Hardy Ivy am Chattahoochee River gewählt. Die Bauarbeiten begannen schleppend. Im Herbst 1838 wurde an rund 80 Kilometer Strecke gearbeitet. Im Jahr 1841 kamen die Bauarbeiten dann weitgehend zum Erliegen. Dazu kam noch, dass Long zum US-Vermessungsdienst wechselte. Zu diesem Zeitpunkt übernahm der frühere Gouverneur Wilson Lumpkin die Leitung des Bahnbaues und beauftragte Charles Fenton Mercer Garnett mit den Ingenieurarbeiten.  In der Zwischenzeit bauten von Osten her die Georgia Railroad und von Süden die Monroe Railroad in Richtung des Chattahoochee Rivers. Um eine bessere gemeinsamen Ausgangspunkt zu besitzen, verlegte man den Anfangspunkt weiter nach Südosten. An diesem Endpunkt entstand die Siedlung Terminus, später Marthasville, heute Atlanta.
Am 25. Dezember 1842 fuhr die erste Lokomotive auf der bis zum Etowah River fertiggestellten Strecke. In den folgenden Jahren wurde die Strecke weiter nach Norden gebaut. 1847 wurde Cross Keys, heute Dalton erreicht. Mit der Inbetriebnahme des Tunnels durch Chetoogeta Mountain am 9. Mai 1850 war die 220 Kilometer lange Bahnstrecke in der Spurweite von 1524 mm (5 feet) fertiggestellt. Die Strecke wies große Radien und sehr geringe Steigungen auf.
Nach der Fertigstellung bot Georgia die Bahnstrecke für rund 1 Million Dollar zum Verkauf an. Damit waren nicht einmal die Baukosten gedeckt. Die letzten Anleihen zur Finanzierung des Baus wurden 1946 zurückgezahlt.

### Betrieb 1850–1870

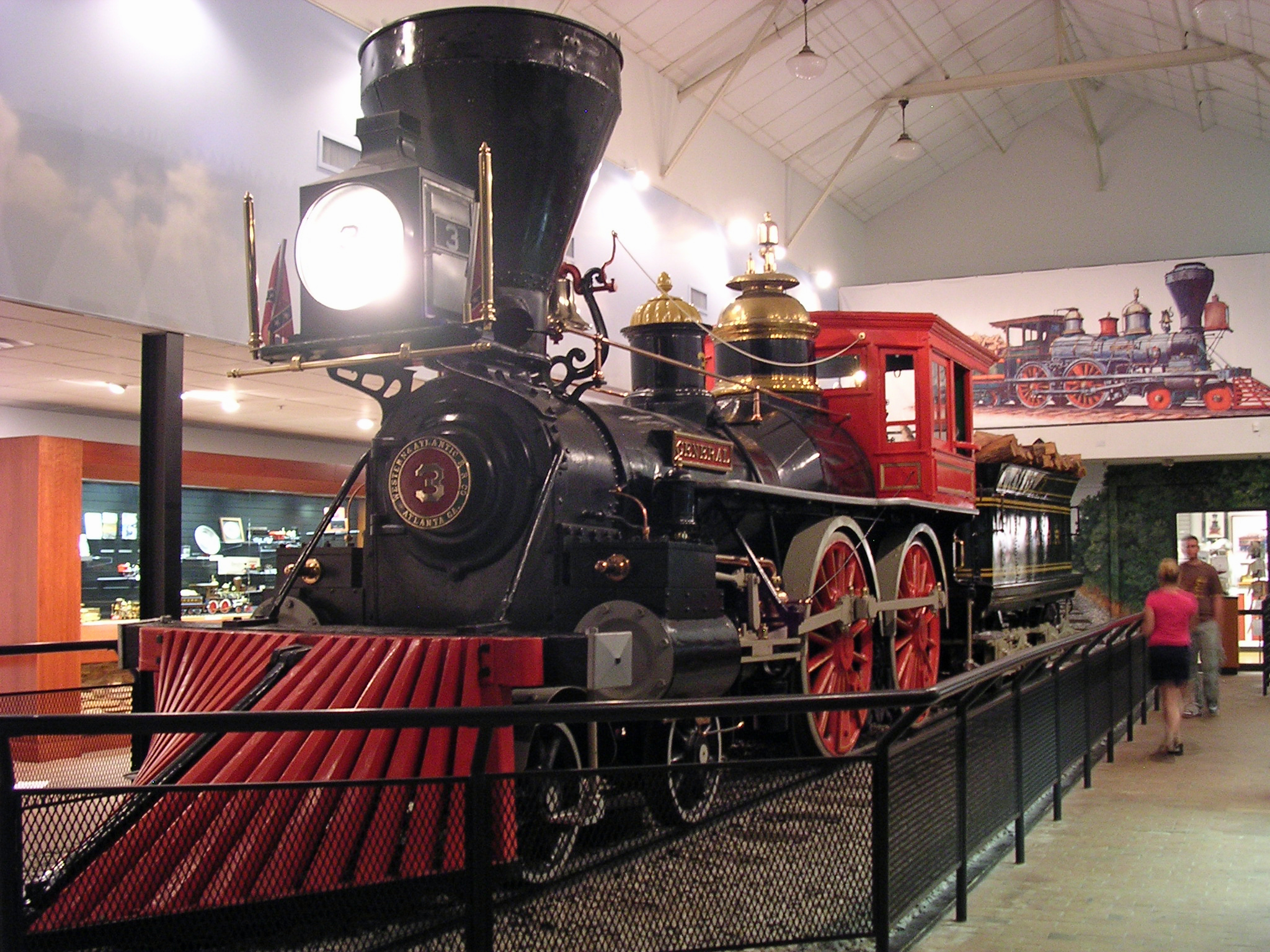
Lokomotive Nr. 3 der W&A THE GENERAL

Da kein Käufer für die Strecke gefunden wurde, betrieb der Staat die Strecke selber. Die in die Bahnstrecke gesteckten Erwartungen erfüllten sich und die Wirtschaft im nördlichen Georgia begann zu florieren. 1860 generierte die Western & Atlantic 50 % der Einnahmen von Georgia. Mit dem Beginn des Amerikanischen Bürgerkrieges geriet auch die Bahnstrecke in die Aufmerksamkeit der kriegführenden Truppen.
Am 12. April 1862 entführten Unionssoldaten unter Führung von James J. Andrews einen Zug der Western & Atlantic mit der Lokomotive THE GENERAL. Das als Andrews-Überfall bekanntgewordene Ereignis war später die Grundlage für den Film Der General von Buster Keaton. Beim Atlanta-Feldzug folgte William T. Sherman der Streckenführung der W&A, um die Versorgung der eigenen Truppen und die Nachführung von Reservetruppen sicherzustellen. Im Rahmen der Kampfhandlungen kam es zu vielfältigen Zerstörungen an der Strecke und den Hoch- und Kunstbauten. Nach dem Ende der Kampfhandlungen wurde die Verwaltung der Strecke von der United States Military Railroad übernommen, die auch die zerstörte Strecke wiederherstellte. Nach dem Ende des Krieges ging die Verwaltung wieder in die Hand des Staates über.
Aus dieser Zeit sind die beiden Lokomotiven THE GENERAL (in Kennesaw) und TEXAS (in Atlanta) museal erhalten.

### Pacht
Ab dem 24. Oktober 1870 wurde die Bahnstrecke sowie das Betriebsmaterial von einem Konsortium von 23 Investoren gepachtet. Darunter befanden sich der frühere Gouverneur Joseph E. Brown sowie von Führungskräften der in Atlanta und Chattanooga anbindenden Bahngesellschaften. Der Vertrag hatte eine Laufzeit von 20 Jahren und war mit einer Pachtzahlung von 25.000 Dollar pro Monat dotiert. Am 1. Mai 1886 wurde die Bahnstrecke auf Normalspur umgestellt.

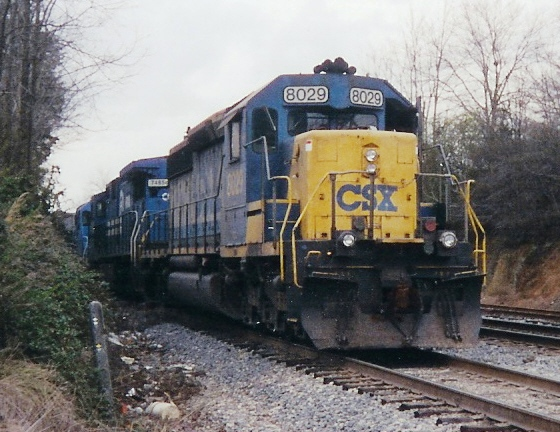
Lokomotive Nr. 8029 der CSX Transportation bei Tunnel Hill

Ab dem 27. Dezember 1890 pachtete die Nashville, Chattanooga and St. Louis Railway die Western & Atlantic für 29 Jahre. Die Gesellschaft hatte einen Pachtpreis von 35.001 Dollar im Monat geboten. Unterlegener Mitbieter war die Richmond and Danville Railroad mit einem Angebot von 35.000 Dollar/Monat. Bereits am 6. Februar 1917 wurde der Pachtvertrag für weitere 50 Jahre bis zum 27. Dezember 1969 mit einem Pachtpreis von 45.000 Dollar verlängert. Außerdem waren jährlich mindestens 60.000 Dollar zu investieren. Nach der kompletten Übernahme der NC&StL durch die Louisville and Nashville Railroad im Jahr 1957 trat diese in die Pachtvereinbarung ein. Um den neuen Pachtvertrag ab 1969 konkurrierten die L&N und die Southern Railway (SR). Das Angebot der SR wurde vom zuständigen Komitee zur Annahme empfohlen, vom Parlament von Georgia jedoch abgelehnt. Im nachfolgenden Überprüfungsprozess wurde durch die Southern Railway kein weiteres Angebot abgegeben. Somit erhielt die Louisville and Nashville Railroad den Zuschlag für den Pachtpreis von 1 Million Dollar pro Jahr zuzüglich einer jährlichen Erhöhung von 2,5 %. Dieser Vertrag galt bis 1994. Außerdem übereignete die L&N die in ihrem Besitz befindliche Lokomotive THE GENERAL an Georgia.
Mit der Fusion der L&N in die Seaboard System Railroad 1982 und der Bildung der CSX Transportation 1987 wurde diese Pächter der Strecke. Bereits im Jahr 1986 begann das Unternehmen mit neuen Pachtverhandlungen und erreichte eine Verlängerung bis zum 31. Dezember 2019. Der Pachtpreis betrug nunmehr 4.293.000 Dollar im ersten Jahr und einer jährlichen Erhöhung um 2,5 %. Weiterhin beinhaltet der Vertrag die Unterhaltung der Strecke mindestens auf dem Level der Klasse III  (40 mph/64,4 km/h im Güterverkehr) nach den Regularien der Federal Railroad Administration sowie die Investition von mindestens 12,5 Millionen Dollar.

## Streckenverlauf
Die Strecke beginnt im Bahnhof Atlanta Union Station. Nach den Anbindungen der Norfolk-Southern-Strecke nach Spartanburg und der CSX-Strecke von Wilmington nach Birmingham wird der Rangierbahnhof Tilford Yard erreicht. Hier befanden sich früher auch die Rundlokschuppen für die auf der Bahnstrecke eingesetzten Lokomotiven.
Danach wird der Chattahoochee River auf einer Brücke überquert. Bei der gesamten Streckenführung achteten die Ingenieure auf möglichst geringe Steigungen. Die Strecke führt vom Flusstal aus in großen Radien nach Nordwesten. Mit der Schaffung des Allatoona Lake in den 1950er Jahren wurde in diesem Bereich die Streckenführung geändert.
Nordöstlich von Cartersville wird die von Rockmart nach Knoxville führende Strecke der CSX gekreuzt. Nach Kingston zweigt die Strecke auf eine nordwärts führende Richtung ab, um das Tal des Oothkalooga Creek zu erreichen. Diesem folgt die Strecke weiter bis zum Tal des Oostanaula River. Nach der Durchquerung dieses Flusstales folgt die Strecke dann weiter nach Norden dem Tal des Conasauga River. Nach der Überquerung eines Passes bei Tilton wird Dalton erreicht. Durch diese Stadt verlaufen die Western-&-Atlantic-Strecke und die Strecke der Norfolk Southern von Rome nach Knoxville parallel. Erst am nördlichen Ortsende kreuzen die beiden Strecken und die W&A-Strecke biegt nach Nordwesten ab.
Mit der Durchquerung des Mill Creek Gap werden die Rocky Face Mountain überwunden. Dann führt die Strecke im Tal des North Fork Mill Creek weiter. Die Tunnel Hill Ridge werden mit dem Chetoogeta Mountain Tunnel unterquert. Der ursprüngliche Tunnel wurde 1926–1928 durch einen 12 Kilometer weiter nördlich angelegten Tunnel ersetzt. Der neue Tunnel war nötig geworden, um ein größeres Lichtraumprofil auf der Strecke zu ermöglichen. Der Tunnelneubau wurde durch die Nashville, Chattanooga and St. Louis Railway finanziert und an die Western and Atlantic Railroad verpachtet.
Anschließend schwenkt die Strecke in das Tal des East Chickamauga Creek ein. Diesem und dem South Chickamauga Creek folgt die Bahnstrecke soweit es die topografischen Gegebenheiten in den Flusstälern zulassen bis nach Chattanooga.

## Betrieb
Durch die betriebsführende Nashville, Chattanooga and St. Louis Railway kamen auf der Strecke alle wichtigen Lokomotivtypen zum Einsatz. So erfolgte in den 1930er und 1940er Jahren der Einsatz der Lokomotiven mit der Achsfolge 2'D2' der Klassen J2 und J3. Nach dem Ende des Zweiten Weltkrieges begann auch der vermehrte Einsatz der Diesellokomotiven der Baureihe EMD E3. Mit der Übernahme der NC&StL durch die Louisville and Nashville Railroad wurde auch Umstellung auf die Dieseltraktion komplettiert.
Das hohe Verkehrsaufkommen auf der Strecke führte zur Errichtung von mindestens einer kreuzungsfreien Straßenquerung in jeder Ortschaft entlang der Strecke. Zur Erhöhung der Streckenkapazität wurden in vielen Abschnitten zweite Streckengleise errichtet oder verlängert. Prioritäre Güterzüge benötigen für die gesamte Strecke eine Fahrzeit von rund 4 Stunden.
Alle Züge auf der Strecke verfügen über ein Automatic Train Control. Die zentrale Fahrdienstleitung erfolgt von der Zentrale der CSX in Jacksonville (Florida).
Personenverkehr wurde auf der Strecke von der Betriebseröffnung bis zum 30. April 1970 durchgeführt. Genutzt wurde die Strecke unter anderem vom Luxuszug Dixie Flyer der Louisville and Nashville Railroad. Seit der Betriebsaufnahme von Amtrak wurde keine Personenzugverbindung auf der Strecke angeboten.